# Nassau-Oranien-Fulda
Das Fürstentum Nassau-Oranien-Fulda (manchmal auch Fürstentum Fulda und Corvey) bestand von 1802 bis 1806 gegen Ende des Alten Reiches. Es wurde aus den Territorien der aufgehobenen Reichsabteien Fulda und Corvey und einigen anderen Gebieten gebildet, um Wilhelm V. von Oranien für den Verlust der erblichen Statthalterschaft der Niederlande zu entschädigen.

## Vorgeschichte

### Kloster Fulda
Das Kloster Fulda wurde 744 von Sturmius im Auftrag von Winfried Bonifatius gegründet, wurde zur Keimzelle der Stadt Fulda und war ein geistliches Fürstentum im Heiligen Römischen Reich. Die Abtei wurde 1752 durch Papst Benedikt XIV. zum Fürstbistum Fulda erhoben.

### Kloster Corvey
Das Kloster Corvey gehörte im Frühen Mittelalter zu den bedeutendsten Klöstern und entwickelte sich im 9. und 10. Jahrhundert zu einem kulturellen, geistigen und wirtschaftlichen Zentrum im Gebiet der Sachsen. Der Papst hob das Kloster 1792 auf, erhob aber den Fürstabt Theodor von Brabeck zum Fürstbischof und das Abteigebiet zum Bistum (= Hochstift). Im Jahr 1794 wurde die Urkunde durch den Kaiser ausgestellt und das neue Bistum, das lediglich das Gebiet der ehemaligen Reichsabtei umfasste, der Kirchenprovinz Mainz unterstellt.

### Wilhelm V. von Oranien
Nach dem Tod seines Vaters am 22. Oktober 1751 wurde Wilhelm V. von Oranien – zunächst unter der Vormundschaft seiner Mutter, dann ab 1759 des Herzogs Ludwig Ernst von Braunschweig – erblicher Statthalter der Niederlande. Unter den Einfluss seiner Gemahlin, der preußischen Prinzessin Wilhelmine, begann ein Konflikt mit der oppositionellen Patriottenbewegung unter der Leitung von Joan Derk van der Capellen, Hendrik Hooft und Jan Bernd Bicker. Mit preußischer Hilfe wurde 1787 die Macht der Patriotten gebrochen. Der als unfähig geltende Statthalter wurde jedoch 1795 von der französischen Revolutionsarmee vertrieben und flüchtete nach England.

## Gründung des Fürstentums
1801 begannen Verhandlungen, die für Wilhelm V. als Entschädigung für die Statthalterschaft der Niederlande das Gebiet der ehemaligen Abteien Fulda und Corvey und weitere Gebiete als weltliches Fürstentum vorsahen. Preußen besetzte im Vorgriff darauf die vorgesehenen Gebiete. Wilhelm V. akzeptierte die Verhandlungslösung, die ihn als Fürst von Fulda, Fürst von Corvey, Graf von Dortmund und Herr von Weingarten einsetzte, zu Beginn des Jahres 1802 und trat diese Gebiete bald darauf an seinen Sohn Wilhelm Friedrich ab, der ab Oktober 1802 als Fürst in Fulda regierte.
Der Reichsdeputationshauptschluss von 1803 legalisierte die Bildung des Fürstentums:

„Dem Fürsten von Nassau-Dillenburg, zur Entschädigung für die Statthalterschaft, und seine Domänen in Holland und Belgien: die Bisthümer Fulda und Corvey; die Reichsstadt Dortmund; die Abtey Weingarten, die Abteyen und Probsteyen Hofen, St. Gerold im Weingartischen, Bandern im Lichtensteinischen Gebiete, Dietkirchen im Nassauischen, so wie alle Kapitel, Abteyen, [514] Probsteyen und Klöster in den zugetheilten Landen; unter der Bedingung, den bestehenden, und schon früher von Frankreich anerkannten, Ansprüchen auf einige Erbschaften, welche im Laufe des letzten Jahrhunderts mit dem Nassau-Dillenburgischen Majorate vereiniget worden sind, Genüge zu thun.“

Wilhelm Friedrich gründete 1803 die Evangelische Gemeinde in Fulda. Nach der Säkularisation wurde 1805 die Universität Fulda durch Wilhelm Friedrich aufgelöst und stattdessen ein akademisches Lyzeum und Gymnasium gegründet. Er versuchte die Verwaltung im preußischen Stil zu reorganisieren.

## Ende
Zu Beginn des Vierten Koalitionskrieges Anfang August 1806 übernahm Fürst Wilhelm Friedrich den Befehl über eine preußische Division im Kampf gegen Napoléon Bonaparte, musste aber nach der Schlacht bei Jena am 15. Oktober mit 10.000 Mann in Erfurt kapitulieren. Napoléon erklärte ihn seiner Länder für verlustig, so dass ihm nur seine Privatbesitzungen in Posen und Schlesien blieben. Französische Truppen besetzten das Fürstentum. Dortmund wurde als Teil des Großherzogtums Berg Sitz der Präfektur des Ruhrdépartements. Corvey wurde 1807 Bestandteil des napoleonischen Königreichs Westphalen, und die Provinz Fulda war ab 1810 als Departement Fulda Teil des Großherzogtums Frankfurt des Fürstprimas Karl Theodor von Dalberg.
Auf dem Wiener Kongress konnte Wilhelm Friedrich die Ansprüche auf seine deutschen Erblande nicht durchsetzen. Er wurde aber am 30. März 1814 mit dem Namen Willem I. in der Nieuwe Kerk in Amsterdam als Souveräner Fürst der Niederlande inthronisiert. Die Provinz Fulda wurde nach einjähriger preußischer Verwaltung an Kurhessen abgegeben. Dortmund kam an die preußische Provinz Westfalen. Corvey wurde königlich preußische Domäne. Das geistliche Bistum Corvey blieb jedoch bis zum Tode Ferdinand von Lünincks 1825 bestehen und wurde dann dem Bistum Paderborn einverleibt.
Der in Spätfolge des Wiener Kongresses entschädigungsberechtigte Landgraf Viktor Amadeus von Hessen-Rotenburg erhielt 1820 vom König von Preußen das Mediatfürstentum Corvey als Ausgleich, zusammen mit dem Mediatfürstentum Ratibor. Mit Testament von 1825 vererbte er diese außerhessischen Gebiete an seinen Neffen Viktor zu Hohenlohe-Schillingsfürst. Der Landgraf starb 1834 und Viktor nahm mit seiner Volljährigkeit 1840 unter Verzicht auf seine Schillingsfürster Erbansprüche den Titel Herzog von Ratibor und Fürst von Corvey an.